# Sutton (Londyn)
Sutton – miasto Londynu, leżąca w gminie London Borough of Sutton. Sutton jest wspomniana w Domesday Book (1086) jako Sudtone.